# Музей Антоніо Паррейраса
Музей Антоніо Паррейраса (порт. Museu Antônio Parreiras) — музей у м. Нітерой, присвячений особі та творчості Антоніо Паррейраса. Крім полотен Антоніо Паррейраса експонує також живопис інших художників.